# Tusoteuthis
Tusoteuthis is een geslacht van de koppotigen weekdieren dat leefde in het Krijt. Een soort, T. longa, is tot dusver geïdentificeerd, en onderzoek van de romp heeft geleid tot een geschatte lengte die dichtbij of gelijk is aan die van de moderne reuzeninktvis. Recente studies hebben gezien de inktvis een waarschijnlijke voorloper is van de hedendaagse reuzeninktvis. Tusoteuthis wordt verondersteld andere koppotigen, vissen, en eventueel zelfs kleine mariene reptielen op te hebben gegeten. 
De grootte van de Tusoteuthis longa, was ongeveer zes tot elf meter met volledig uitgestrekte tentakels. Ondanks de lengte werd er toch op hem gejaagd door andere dieren, met name de vele, verschillende roofvissen van de Western Interior Seaway. Een fossiel van de roofzuchtige vis , Cimolichthys nepaholica, werd gevonden met de romp van T. longa in haar slokdarm. De achterkant van de romp lag in de maagzone, terwijl de mond van C. nepaholica was geopend, wat erop wijst dat de vis was gestorven in het midden van het doorslikken van de inktvis, de romp eerst. Onderzoekers hebben een sterk vermoeden dat bij het inslikken van de Tusoteuthis, het hoofd en / of tentakels buiten de mond bleven. Hierdoor konden ze de kieuwen van de vis blokkeren, en stikte die.